# Inmigración libanesa en los Estados Unidos
Los estadounidenses libaneses (en árabe: أمريكيون لبنانيون‎) son estadounidenses de ascendencia libanesa. Esto incluye tanto a los nativos de los Estados Unidos de América como a los inmigrantes del Líbano.
Los estadounidenses libaneses comprenden el 0.79% de la población estadounidense, según las estimaciones de la encuesta sobre la comunidad estadounidense en el año 2007, y el 32.4% de todos los estadounidenses con orígenes en el Medio Oriente. Los estadounidenses libaneses han tenido una participación significativa en la política estadounidense y en el activismo social y político. Actualmente hay más libaneses fuera del Líbano que dentro.

## Historia
El primer inmigrante libanés conocido en los Estados Unidos fue Antonio Bishallany, un cristiano maronita, que llegó al puerto de Boston en 1854. Murió en Brooklyn, Nueva York en el año 1856 en su cumpleaños número 29. La inmigración libanesa a gran escala comenzó a fines del siglo XIX y se estableció principalmente en Brooklyn y Boston, Massachusetts. Fueron marcados como sirios; muchos de los inmigrantes eran cristianos. Al ingresar a los Estados Unidos, muchos de ellos trabajaron como vendedores ambulantes. La primera ola continuó hasta la década de 1920. Muchos inmigrantes se establecieron en el norte de Nueva Jersey, en ciudades como Bloomfield, Paterson, Newark y Orange. Algunos inmigrantes partieron hacia el oeste, con lugares como Detroit, Cleveland, Toledo y Peoria ganando una gran cantidad de inmigrantes libaneses. Otros compraron granjas en estados como Texas, Dakota del Sur e Iowa. Un gran número llegó a través del Reino Unido, incluido un gran número en el malogrado transatlántico RMS Titanic.
La segunda ola de inmigración libanesa comenzó a fines de la década de 1940 y continuó hasta principios de la de 1990, cuando los inmigrantes libaneses huían de la Guerra Civil Libanesa. Entre los años de 1948 y 1990, más de 60.000 libaneses ingresaron a los Estados Unidos. Desde entonces, la inmigración se ha reducido a unos 5.000 inmigrantes al año, y los que ahora se establecen son predominantemente musulmanes, en contraste con la población predominantemente cristiana de inmigrantes de oleadas anteriores. Los cristianos todavía constituyen la mayoría de los libaneses en Estados Unidos, y en la diáspora de alrededor de 14 millones de libaneses que viven fuera del Líbano.

## Religión
La mayoría de los inmigrantes libaneses durante la primera y la primera parte de la segunda oleada eran cristianos. Los musulmanes siguieron en gran número a partir de finales de la década de 1960. Entre la minoría hay chiitas y las comunidades musulmanas sunitas son las más numerosas. Varios judíos libaneses huyeron del Líbano hacia los Estados Unidos debido al temor de persecución, y también existen poblaciones de drusos y ateos. Esta información ha sido distribuida por todas las organizaciones estadounidenses, incluido el Instituto Árabe Americano y el equipo del censo de los Estados Unidos.
Estados Unidos es el segundo hogar más grande de comunidades drusas fuera del Medio Oriente después de Venezuela (60.000). Según algunas estimaciones, hay alrededor de 30.000 a 50.000 drusos en los Estados Unidos, con la mayor concentración en el sur de California. La mayoría de los drusos emigraron a Estados Unidos desde el Líbano y Siria.

## Lugares con poblaciones considerables

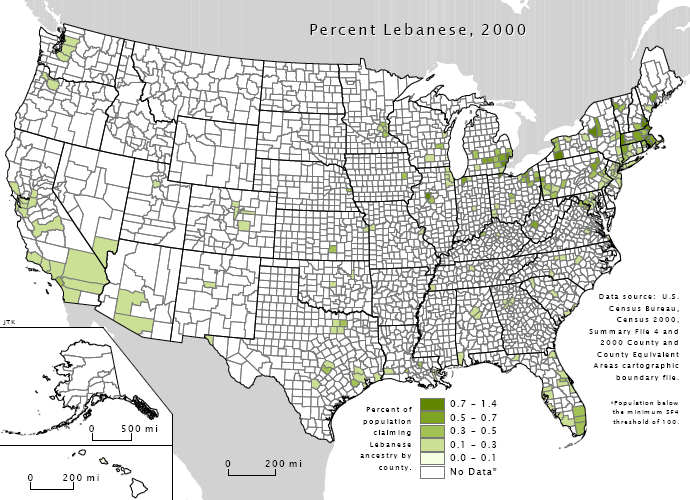

Dearborn, Míchigan tiene la mayor concentración de árabes estadounidenses en los Estados Unidos, con más del 40%. El resto del área metropolitana de Detroit tiene una población aún mayor de residentes libaneses. Brooklyn, Nueva York, tiene una de las poblaciones libanesas más antiguas de Estados Unidos, que data de hace más de 125 años; un gran centro está en la zona de Bay Ridge. Una vez predominantemente cristianos, los libaneses de Bay Ridge están hoy igualmente divididos entre musulmanes y cristianos. South Paterson, Nueva Jersey históricamente tuvo una gran población cristiana libanesa que se remonta a la década de 1890, pero solo quedan unos pocos, y el vecindario ha sido reemplazado en gran medida por nuevos inmigrantes palestinos. Brooklyn tiene una importante comunidad libanesa, con una catedral maronita que es el centro de una de las dos eparquías de libaneses maronitas en los Estados Unidos, y la otra se encuentra en Los Ángeles.

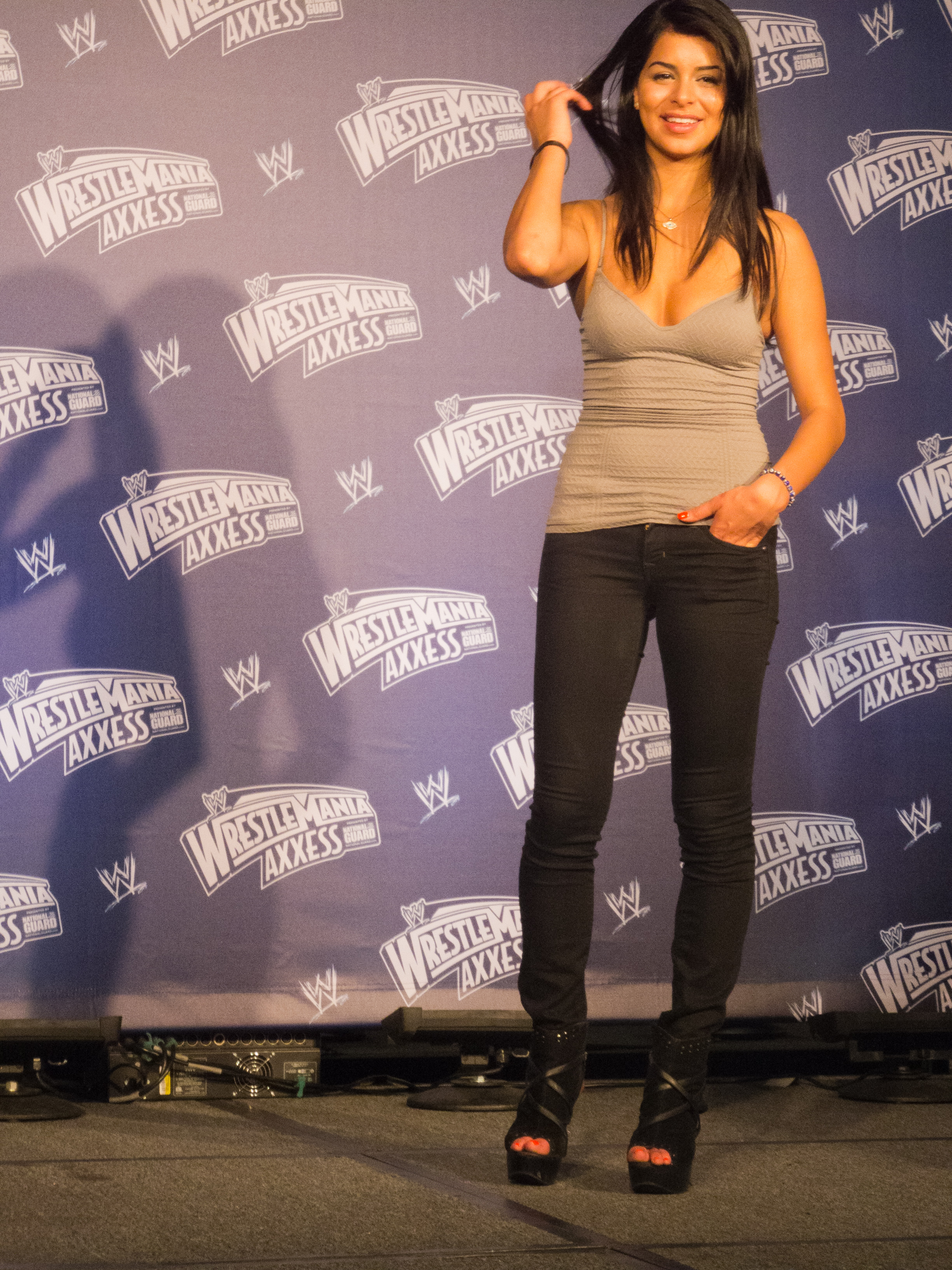
Miss USA Rima Fakih es estadounidense de origen libanés.

Las localidades de Easton, Pensilvania; Utica, Nueva York; San Diego, California; Jacksonville, Florida; Sterling Heights, Míchigan; Condado de Los Ángeles; San Francisco, California; Peoria, Illinois; Grosse Pointe, Míchigan; Miami, Florida; Wichita, Kansas; Bloomfield, Míchigan; Fall River, Massachusetts; Worcester, Massachusetts; Boston, Massachusetts; Methuen, Massachusetts; Lawrence, Massachusetts; Salem, Nueva Hampshire; Cleveland, Ohio; Lansing, Míchigan; East Grand Rapids, Míchigan; Lafayette, Luisiana; St. Clair Shores, Míchigan; Toledo, Ohio y Houston, Texas también tienen comunidades libanesas importantes.
El Instituto Árabe Americano informa que los 5 estados donde residen más estadounidenses libaneses son: Míchigan (11%), California (9%), Ohio (6%), Florida (6%) y Massachusetts (5%). 